# Unelcus bolivianus
Unelcus bolivianus är en skalbaggsart som beskrevs av Stefan von Breuning 1966. Unelcus bolivianus ingår i släktet Unelcus och familjen långhorningar. Inga underarter finns listade i Catalogue of Life.